# Polieteretercetona

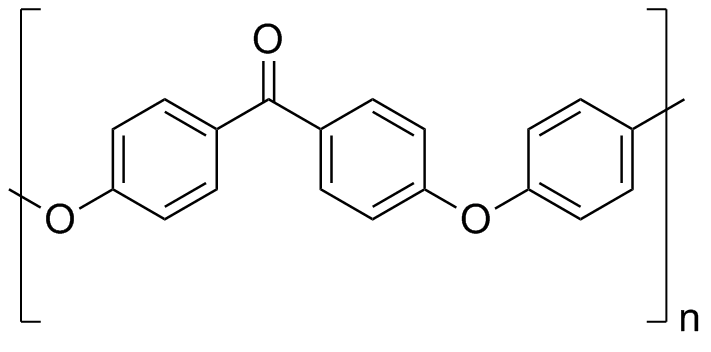
Estructura de la polieteretercetona.

Polieteretercetona (PEEK): Polímero técnico termoplástico semicristalino

## Propiedades
Entre las propiedades mecánicas y químicas más destacadas del PEEK™ se encuentran: un bajo coeﬁciente de fricción, una alta resistencia al uso y al desgaste o abrasión, a la hidrólisis; daño por exposición prolongada al vapor o agua. Químicamente es resistente e insoluble en solventes comunes incluyendo, ácidos, sales y óleos. Presenta estabilidad dimensional a altas temperaturas, la estabilidad térmica del PEEK™ es importante debido a sus aplicaciones industriales, la degradación termal ocurre entre las temperaturas de transición cristalina y la de fusión. Su módulo de elasticidad está fuertemente influenciado por su grado de cristalinidad; por su naturaleza viscoelástica,  dependiendo de la temperatura se obtienen diferentes valores de resistencia a la tensión , la polieteretercetona (PEEK) es más ligera que el acero, el aluminio y el titanio. El PEEK™ es esterilizable en autoclave, por aplicación de óxido de etileno o por radiación; presenta una notable resistencia a la radiación.

## Aplicaciones
El polímero PEEK™ y sus compositos debido a su propiedades se utilizan en un amplio rango de aplicaciones que van desde herramientas mecánicas a quirúrgicas, como sustituto de piezas y componentes originariamente de metal en conectores, sellos, aislantes para bombas industriales y en autos, aviones. En la industria automovilística y aeronáutica una disminución en el peso ﬁnal del producto aporta ahorro energético y reducción del CO2 en la atmósfera. En la industria biomédica se emplea tanto en instrumentación como en prótesis, es muy común el uso de un compuesto de (PEEK) más ﬁbra de vidrio o ﬁbra de carbono Sus aplicaciones más comunes son en ortopedia y traumatología: cirugía de columna vertebral (fusión de vértebras), reducción y fijación de fracturas, prótesis en cadera y hombro se favorecen con sus propiedades de resistencia química, estabilidad térmica, propiedades mecánicas similares al hueso humano, además, es tremendamente adecuado para el uso dada su característica de material biológicamente inerte.
Debido a sus amplias propiedades de ductilidad y deformación plástica los productos elaborados con este polímero pueden fabricarse mediante procesos de extusión, fusión, laminado, hidroformado, o moldeo por inyección con diseños más fáciles de montar que sus equivalentes en metal y en consecuencia un substancial ahorro de tiempo en la cadena de montaje

## Mercado
ICI lanzó en 1987 el PEEK™, su Mercado primario era el mercado industrial y aeroespacial, el negocio de PEEK™  fue vendido por ICI en 1983 y en 1998 Victrex se convirtió en el único fabricante y comercializador de PEEK™ .Nombres comerciales del polímero PEEK más conocidos a día de hoy son: Victrex®(UK)  KetaSpire®(USA) y VestaKeep®(China). Se espera una tasa de crecimiento anual compuesto en el volumen de mercado mundial del 8,2% desde 2013 hasta 2018. 